# Будапештский квартет
Будапештский квартет (венг. Budapest Vonósnégyes, англ. Budapest Quartet) — венгерско-американский струнный квартет, существовавший в 1917—1967 гг.
Был основан четырьмя солистами оркестра Будапештской оперы. Быстро приобрёл популярность, в 1920 г. предпринял первое европейское турне. В 1938 г. участники квартета эмигрировали в США. В 1940—1962 гг. квартет находился под патронатом Библиотеки Конгресса США, а в последние пять лет своего существования — под патронатом университета Баффало. После 1936 г. все четыре участника квартета были выходцами из России, что дало основания для шутки Яши Хейфеца: «Один русский — это анархист, два русских — это партия в шахматы, три русских — это революция, четыре русских — это Будапештский квартет».
Основу репертуара Будапештского квартета в его поздние годы составляли полный цикл квартетов Бетховена, записанный будапештцами трижды, а также произведения Гайдна, Шуберта, Брамса. В репертуаре квартета особое место занимала музыка венгерских композиторов — Белы Бартока, Золтана Кодаи и др.

## Состав квартета

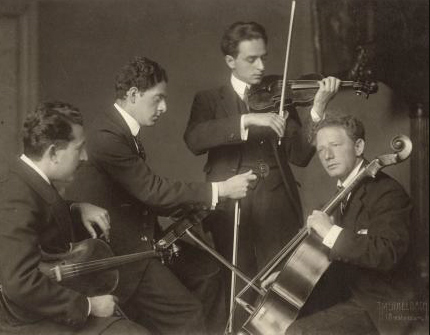
Будапештский квартет в Схевенингене (1919)

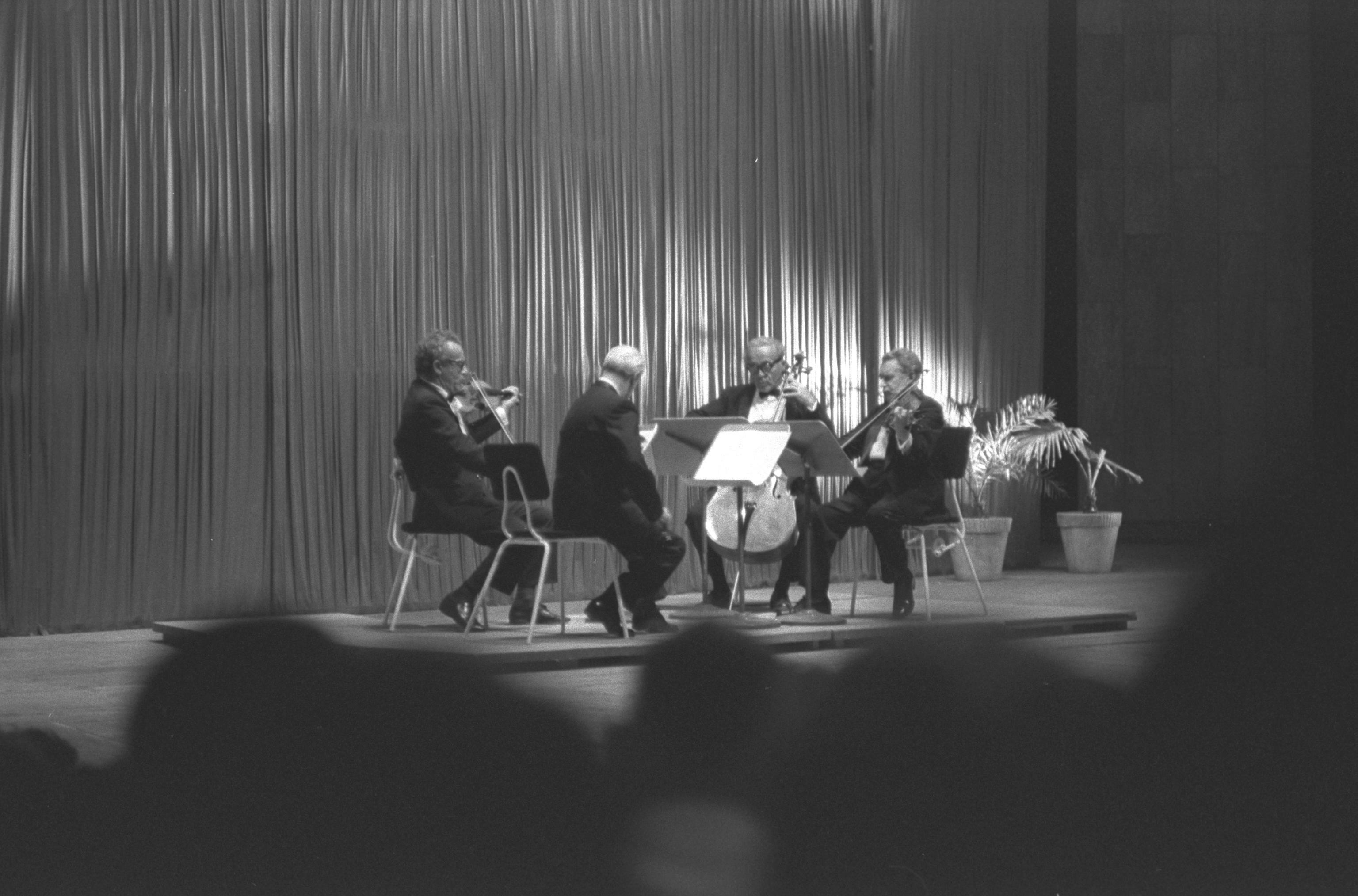
Будапештский квартет выступает в Тель-Авиве (1961)

Первая скрипка:
- Эмиль Хаузер (1917—1932)
- Иосиф Ройзман (1932—1967)

Вторая скрипка:
- Альфред Индиг (1917—1920)
- Имре Погань (1920—1927)
- Иосиф Ройзман (1927—1932)
- Саша Шнайдер (1932—1944)
- Эдгар Ортенберг (1944—1949)
- Джек Городецкий (1949—1955)
- Саша Шнайдер (1955—1967)

Альт:
- Иштван Иполи (1917—1936)
- Борис Кройт (1936—1967)

Виолончель:
- Гарри Сон (1917—1930)
- Миша Шнайдер (1930—1967)